# A Penela (Villamarín)
A Penela es un lugar situado en la parroquia de Orbán, del municipio español de Villamarín, en la provincia de Orense, Galicia.

## Demografía
| Gráfica de evolución demográfica de A Penela entre 2000 y 2023 |
|                                                                |
| Datos según el nomenclátor publicado por el INE.               |